# Majeerteen

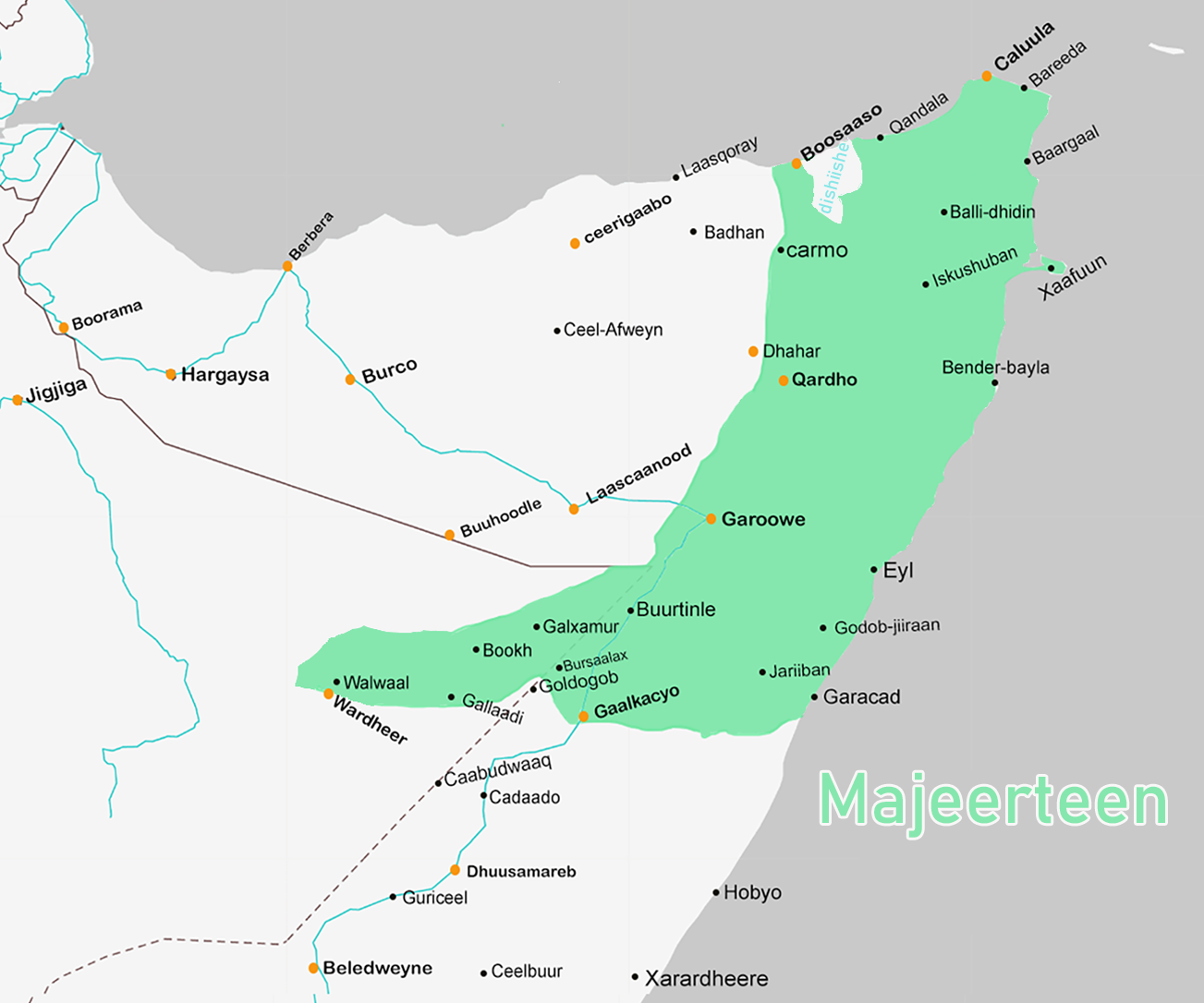
Este mapa explica a área habitante dos membros do clã Majeerteen. Este mapa é aproximado.

Os Majeerteen (em somali:  Majeerteen, em árabe: ماجرتين,  Muhammad Harti Amaleh Abdi Muhammad Abdirahman Jaberti; também escrito Majerteen, Macherten, ou Majertain) é um clã somali. Os seus membros fazem parte da confederação Harti dos sub-clãs Darod, e habitam principalmente a região de Puntland no nordeste da Somália.
O Sultanatos Majeerteen desempenharam um papel importante na era pré-independência. O clã já produziu dois presidentes e três primeiros-ministros desde 1960, bem como um sultão e um Rei (Boqor). Os Majeerteens também possuiram muitos outros postos importantes no governo nos anos 1960 e início dos anos 1970, e continuam a desempenhar um papel fundamental em Puntland.

## Território
Os membros Majeerteen habitam principalmente o norte de Bari, Nugaal e regiões de Mudug em Puntland. Outros também podem ser encontrados nas regiões de Kismayo e Wardheer da Somália e da Etiópia, respectivamente.

## Árvore do clã
Não há nenhum acordo claro sobre o clã e as sub-estruturas do clã e muitas linhagens são omitidas. A lista a seguir é baseada em Conflict in Somalia: Drivers and Dynamics de 2005 do Banco Mundial e na publicação do Home Office do Reino Unido , Somalia Assessment 2001.
- Darod (Daarood)
  - Marehan
    - Red Dini
    - Rer Hassan
    - Eli Dheere

  - Kabalah
    - Absame
      - Ogaden
        - Makabul
        - Mohamed Zubeir
        - Aulihan

      - Jidwaq

    - Harti
      - Reer-Darwiish (Reer-Darawiish)
      - Warsangali (Warsengeli)
      - Majeerteen (Mijerteen)
        - Omar Mahmud
        - Issa Mahmud
        - Osman Mahmud

## Ligações Externas
- The Majeerteen Sultanates